# SEVENTH HEAVEN (T.M.Revolutionのアルバム)
『SEVENTH HEAVEN』（セブンスヘブン）は、2004年3月17日にリリースされたT.M.Revolution7枚目のアルバム。発売元はエピックレコード。

## 概要
- タイトルは、7枚目のアルバムであること、天国における最高の階層を意味する「セブンスヘブン」から採られている。
- このように何番目のアルバムかをタイトルに織り込む手法は4枚目のオリジナル・アルバムである『The Force』以来となっており、本作以降はオリジナル・アルバムでは必ず用いられている。
- 累計売上は7.6万枚を記録した[1]。
- 初盤は三方背BOX仕様。
- 本作が発売された2004年時点ではソニー・ミュージックエンタテインメントがレーベルゲートCD2（CCCD）を採用しており、本作も当初はレーベルゲートCD2として発売されていたが、2005年7月に通常のCD-DA仕様で再発された。Tofu Recordsより発売された海外盤は発売当初からCD-DAとして発売されていた。
- 「Zips」は『機動戦士ガンダムSEED MSV』テーマ曲、「Wheel of fortune」はフジテレビ系『フォーミュラ・ニッポン』テーマソングにそれぞれ使用され、前者はミュージック・ビデオも作られた。
- 「Zips」はリクエスト・セルフ・カバー・ベスト・アルバム『UNDER:COVER』にセルフカバーが「Tears Macerate Reason」は19thシングル「Web of Night」C/Wに「dedicated to SPIDERMAN2」としてリアレンジされて収録されている。

## 収録曲
| 全作詞: 井上秋緒（M-5,M-7,M-10, 作詞: 西川貴教）、全作曲・編曲: 浅倉大介。 |                                       |                                           |            |                                                            |      |
| #                                                                          | タイトル                              | 作詞                                      | 作曲・編曲 | 出版社                                                     | 時間 |
| 1.                                                                         | 「Key of SEVENTH HEAVEN」             | 井上秋緒 （M-5,M-7,M-10, 作詞: 西川貴教） | 浅倉大介   | ソニー・ミュージックアーティスツ                           | 1:42 |
| 2.                                                                         | 「Albireo -アルビレオ- (album ver.)」 | 井上秋緒 （M-5,M-7,M-10, 作詞: 西川貴教） | 浅倉大介   | 日本テレビ音楽                                             | 3:58 |
| 3.                                                                         | 「Zips」                              | 井上秋緒 （M-5,M-7,M-10, 作詞: 西川貴教） | 浅倉大介   | ソニー・ミュージックパブリッシング                         | 4:05 |
| 4.                                                                         | 「destined for...」                   | 井上秋緒 （M-5,M-7,M-10, 作詞: 西川貴教） | 浅倉大介   | ソニー・ミュージックアーティスツ                           | 5:08 |
| 5.                                                                         | 「ARTERIAL FEAR」                     | 井上秋緒 （M-5,M-7,M-10, 作詞: 西川貴教） | 浅倉大介   | ソニー・ミュージックアーティスツ                           | 4:43 |
| 6.                                                                         | 「ウルワシキセカイ」                  | 井上秋緒 （M-5,M-7,M-10, 作詞: 西川貴教） | 浅倉大介   | ソニー・ミュージックアーティスツ                           | 4:07 |
| 7.                                                                         | 「群情-GUNJOH-」                      | 井上秋緒 （M-5,M-7,M-10, 作詞: 西川貴教） | 浅倉大介   | ソニー・ミュージックアーティスツ                           | 4:43 |
| 8.                                                                         | 「恋ニモマケズ」                      | 井上秋緒 （M-5,M-7,M-10, 作詞: 西川貴教） | 浅倉大介   | ソニー・ミュージックアーティスツ                           | 3:51 |
| 9.                                                                         | 「Engraved On The Moon」              | 井上秋緒 （M-5,M-7,M-10, 作詞: 西川貴教） | 浅倉大介   | ソニー・ミュージックアーティスツ                           | 5:21 |
| 10.                                                                        | 「Tears Macerate Reason」             | 井上秋緒 （M-5,M-7,M-10, 作詞: 西川貴教） | 浅倉大介   | ソニー・ミュージックアーティスツ                           | 3:58 |
| 11.                                                                        | 「Wheel of fortune」                  | 井上秋緒 （M-5,M-7,M-10, 作詞: 西川貴教） | 浅倉大介   | ソニー・ミュージックアーティスツ・フジパシフィック音楽出版 | 5:00 |
| 合計時間:                                                                  | 合計時間:                             | 合計時間:                                 | 46:36      |                                                            |      |

## 参加ミュージシャン・スタッフ
- サウンド・プロデューサー：浅倉大介
- プログラミング&キーボード：浅倉大介
- シーケンスギター：浅倉大介
- ギター：葛城哲哉（M‐1・7以外全曲）
- ギター：小倉博和（M‐4,7）
- コーラス：白須衛治（M‐2,3,4,8）
- レコーディング・エンジニア：浅倉大介、大里正毅
- ミキシング・エンジニア：フィル・カッフェル
- マスタリング・エンジニア：ブライアン・ガードナー
- ディレクター：井上哲生（Soytzer Music）
- ディレクター：生藤貴士（Einstein）